# Susan Noel
Susan Noel-Powell (8 giugno 1912 – ottobre 1991) è stata una tennista britannica.

## Biografia
Giunse in finale al doppio dell'Open di Francia nel 1936, esibendosi in coppia con Jadwiga Jędrzejowska dove perse contro Simonne Mathieu e Billie Yorke per 2-6, 6-4, 6-4.
Si distinse anche nello Squash vincendo per tre volte il British Open Squash Championships. Nel 1955, pubblicò un libro dal titolo Tennis in Our Time.